# Louis Baes
Pour les articles homonymes, voir Louis Baes (ingénieur) et Baes.
Louis Baes, né le 15 juin 1899 à Bruges en Belgique et mort le 10 septembre 1992 dans la même ville, est un footballeur international et entraîneur belge .

## Biographie
Louis Baes a été défenseur au Cercle Bruges KSV où il a réalisé le premier doublé Coupe-Championnat en 1927. Toujours fidèle au même club, il a encore été Champion de Belgique en 1930. Il a joué 303 matches et marqué 18 buts en championnat avec le Cercle.
Il a joué un match à Birmingham, avec l'équipe de Belgique le 8 décembre 1924 : Angleterre-Belgique, 4-0.
Il a été entraîneur des Groen-Zwart après la Seconde Guerre Mondiale à deux reprises : il est remplacé la première fois prématurément par André De Schepper pour revenir en 1948. Le Cercle finit alors deux fois de suite onzième en division 2.

## Palmarès
- International belge en 1924 (1 sélection)
- Champion de Belgique en 1927 et 1930 avec le Cercle Bruges KSV
- Vainqueur de la Coupe de Belgique en 1927 avec le Cercle Bruges KSV